# Plaza Mayor (Lima)
Plaza Mayor (ook bekend als Plaza de Armas de Lima) is een plein in de Peruaanse hoofdstad Lima. Het ligt in het historische centrum van de stad en het is de plek waaromheen Lima ontstaan is. Rondom het plein staan het presidentieel paleis (ook bekend als Casa Pizarro), de kathedraal, het paleis van de aartsbisschop, het stadhuis en de Club de la Union. Een aantal van deze gebouwen zijn geel gekleurd en hebben typische koloniale houten erkers.
De stad Lima werd op 18 januari 1535 gesticht door de Spaanse conquistador Francisco Pizarro, de gouverneur van Nieuw-Castilië. In 1523 had keizer Karel V bevolen dat steden in de Nieuwe Wereld volgens een dambordpatroon gebouwd dienden te worden met een vierkant plein in het midden. Plaza Mayor werd het middelpunt van de stad en de percelen eromheen werden verdeeld onder de conquistadores waarbij alles ten noorden van het plein werd toegewezen aan Pizarro.
De kathedraal aan de zuidoostzijde werd afgebouwd in 1622. In 1821 riep José de San Martín op dit plein de onafhankelijkheid uit van Peru. In 1922 werd het aartsbisschoppelijk paleis geopend en het huidige presidentieel paleis stamt uit 1938. In 1988 werd het historisch centrum van Lima, en daarmee ook dit plein, opgenomen op de Werelderfgoedlijst van UNESCO.

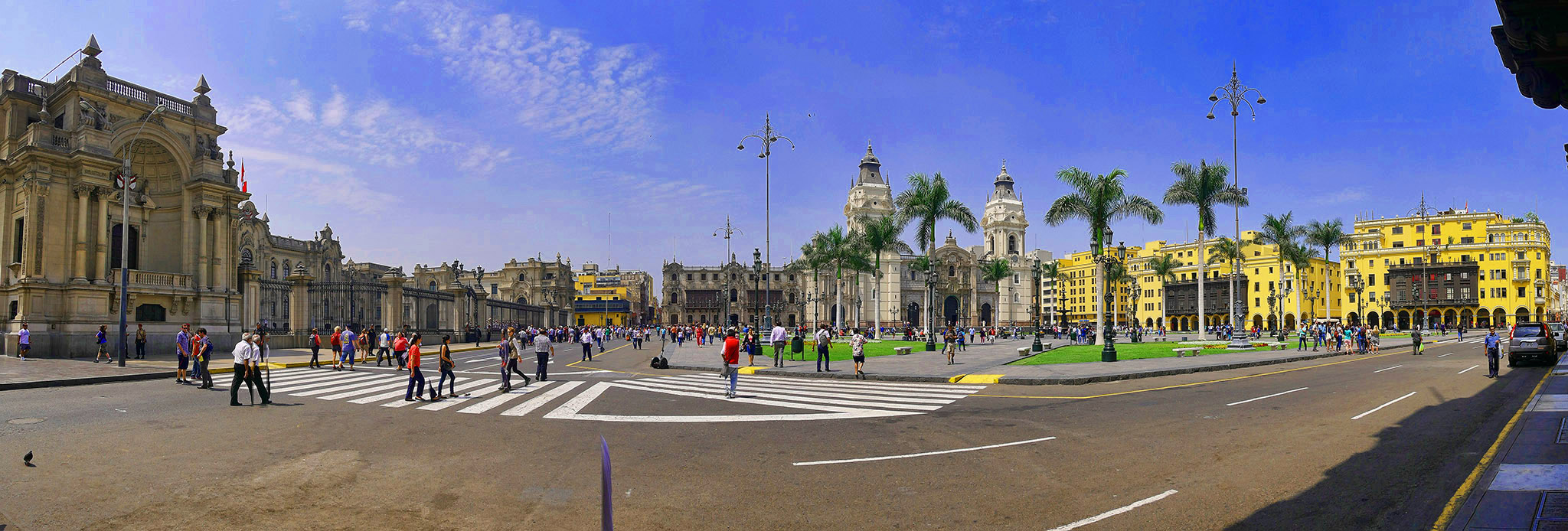
De westelijke hoek van de Plaza Mayor